# Schönbach (Herborn)
Schönbach ist ein Stadtteil von Herborn im mittelhessischen Lahn-Dill-Kreis.

## Geografische Lage
Schönbach liegt westlich der Kernstadt, südlich des Ortes verläuft die Bundesstraße 255.

## Geschichte

### Ortsgeschichte
Schönbach wurde bekanntermaßen im Jahr 1239 erstmals urkundlich erwähnt. Schon 1283 wird der erste Pfarrer erwähnt. Auf einem kleinen Hügel im Dorf wurde eine Wehrkirche erbaut. Sie war umgeben von einer Umfassungsmauer und einem Scheunenkranz. Die von Schönbachs als Ortsadlige hatten einen kleinen Adelssitz. Er wurde im Jahr 1627 zu einer nassau-dillenburgischen Domäne. Im 19. Jahrhundert wurde Bergbau auf Kupfer- und nachhaltiger auf Eisenerz betrieben.
1906 kam ein Bahnanschluss in den Ort.
Schönbach hatte von 1906 bis 1984 im Personenverkehr und im Güterverkehr einen direkten Bahnanschluss durch die Bahnstrecke Herborn–Montabaur (Westerwaldquerbahn), die  stillgelegt und größtenteils demontiert ist.
Hessische Gebietsreform (1970–1977)
Im Zuge der Gebietsreform in Hessen wurden am 1. Januar 1977 die bis dahin selbstständige Gemeinde Schönbach, die Stadt Herborn und weitere bis dahin selbstständigen Gemeinden durch das Gesetz zur Neugliederung des Dillkreises, der Landkreise Gießen und Wetzlar und der Stadt Gießen zur neuen Stadt Herborn zusammengeschlossen. Für den Stadtteil Schönbach wurde, wie für die anderen nach Herborn eingegliederten Gemeinden, ein Ortsbezirk mit Ortsbeirat und Ortsvorsteher nach der Hessischen Gemeindeordnung eingerichtet.

### Verwaltungsgeschichte im Überblick
Die folgende Liste zeigt die Herrschaftsgebiete und Staaten, in denen Schönbach lag, bzw. die Verwaltungseinheiten, denen es unterstand:
- vor 1739: Heiliges Römisches Reich, Grafschaft/Fürstentum Nassau-Dillenburg, Amt Herborn
- ab 1739: Heiliges Römisches Reich, Fürstentum Nassau-Diez, Amt Herborn
- 1806–1813: Großherzogtum Berg, Département Sieg, Arrondissement Dillenburg, Kanton Herborn
- 1813–1815: Fürstentum Nassau-Oranien, Amt Herborn
- ab 1816: Herzogtum Nassau[Anm. 1], Amt Herborn
- ab 1849: Herzogtum Nassau, Kreisamt Herborn[Anm. 2]
- ab 1854: Herzogtum Nassau, Amt Herborn
- ab 1867: Norddeutscher Bund[Anm. 3], Königreich Preußen, Provinz Hessen-Nassau, Regierungsbezirk Wiesbaden, Dillkreis[Anm. 4]
- ab 1871: Deutsches Reich, Königreich Preußen, Provinz Hessen-Nassau, Regierungsbezirk Wiesbaden, Dillkreis
- ab 1918: Deutsches Reich, Freistaat Preußen, Provinz Hessen-Nassau, Regierungsbezirk Wiesbaden, Dillkreis
- ab 1932: Deutsches Reich, Freistaat Preußen, Provinz Hessen-Nassau, Regierungsbezirk Wiesbaden, Landkreis Dillenburg
- ab 1933: Deutsches Reich, Freistaat Preußen, Provinz Hessen-Nassau, Regierungsbezirk Wiesbaden, Dillkreis
- ab 1944: Deutsches Reich, Freistaat Preußen, Provinz Nassau, Dillkreis
- ab 1945: Amerikanische Besatzungszone, Groß-Hessen, Regierungsbezirk Wiesbaden, Dillkreis
- ab 1946: Amerikanische Besatzungszone, Hessen, Regierungsbezirk Wiesbaden, Dillkreis
- ab 1949: Bundesrepublik Deutschland, Hessen, Regierungsbezirk Wiesbaden, Dillkreis
- ab 1968: Bundesrepublik Deutschland, Hessen, Regierungsbezirk Darmstadt, Dillkreis
- ab 1970: Bundesrepublik Deutschland, Hessen, Regierungsbezirk Darmstadt, Dillkreis
- ab 1977: Bundesrepublik Deutschland, Hessen, Regierungsbezirk Darmstadt, Lahn-Dill-Kreis, Stadt Herborn[Anm. 5]
- ab 1981: Bundesrepublik Deutschland, Hessen, Regierungsbezirk Gießen, Lahn-Dill-Kreis, Stadt Herborn

### Bevölkerung

#### Einwohnerentwicklung
| Schönbach: Einwohnerzahlen von 1834 bis 2020 | Schönbach: Einwohnerzahlen von 1834 bis 2020 | Schönbach: Einwohnerzahlen von 1834 bis 2020 | Schönbach: Einwohnerzahlen von 1834 bis 2020 | Schönbach: Einwohnerzahlen von 1834 bis 2020 |
| --- | -------------------------------------------- | -------------------------------------------- | -------------------------------------------- | -------------------------------------------- |
| Jahr |                                              |                                              |                                              | Einwohner                                    |
| 1834 | 1834                                         |                                              | 435                                          | 435                                          |
| 1840 | 1840                                         |                                              | 461                                          | 461                                          |
| 1846 | 1846                                         |                                              | 494                                          | 494                                          |
| 1852 | 1852                                         |                                              | 515                                          | 515                                          |
| 1858 | 1858                                         |                                              | 504                                          | 504                                          |
| 1864 | 1864                                         |                                              | 566                                          | 566                                          |
| 1871 | 1871                                         |                                              | 562                                          | 562                                          |
| 1875 | 1875                                         |                                              | 551                                          | 551                                          |
| 1885 | 1885                                         |                                              | 538                                          | 538                                          |
| 1895 | 1895                                         |                                              | 515                                          | 515                                          |
| 1905 | 1905                                         |                                              | 549                                          | 549                                          |
| 1910 | 1910                                         |                                              | 605                                          | 605                                          |
| 1925 | 1925                                         |                                              | 698                                          | 698                                          |
| 1939 | 1939                                         |                                              | 834                                          | 834                                          |
| 1946 | 1946                                         |                                              | 1.104                                        | 1.104                                        |
| 1950 | 1950                                         |                                              | 1.123                                        | 1.123                                        |
| 1956 | 1956                                         |                                              | 1.117                                        | 1.117                                        |
| 1961 | 1961                                         |                                              | 1.213                                        | 1.213                                        |
| 1967 | 1967                                         |                                              | 1.367                                        | 1.367                                        |
| 1970 | 1970                                         |                                              | 1.412                                        | 1.412                                        |
| 1983 | 1983                                         |                                              | ?                                            | ?                                            |
| 1997 | 1997                                         |                                              | 1.494                                        | 1.494                                        |
| 1999 | 1999                                         |                                              | 1.438                                        | 1.438                                        |
| 2003 | 2003                                         |                                              | 1.536                                        | 1.536                                        |
| 2008 | 2008                                         |                                              | 1.573                                        | 1.573                                        |
| 2011 | 2011                                         |                                              | 1.497                                        | 1.497                                        |
| 2014 | 2014                                         |                                              | 1.458                                        | 1.458                                        |
| 2018 | 2018                                         |                                              | 1.401                                        | 1.401                                        |
| 2020 | 2020                                         |                                              | 1.394                                        | 1.394                                        |
| Datenquelle: Historisches Gemeindeverzeichnis für Hessen: Die Bevölkerung der Gemeinden 1834 bis 1967. Wiesbaden: Hessisches Statistisches Landesamt, 1968. Weitere Quellen: nach 1970 Stadt Herborn: Einwohnerzahlen; Zensus 2011 |                                              |                                              |                                              |                                              |

#### Religionszugehörigkeit
| • 1885: | 0538 evangelische (= 100,00 %) Einwohner                                |
| • 1961: | 1009 evangelische (= 83,18 %) und 158 katholische (= 13,03 %) Einwohner |

## Politik

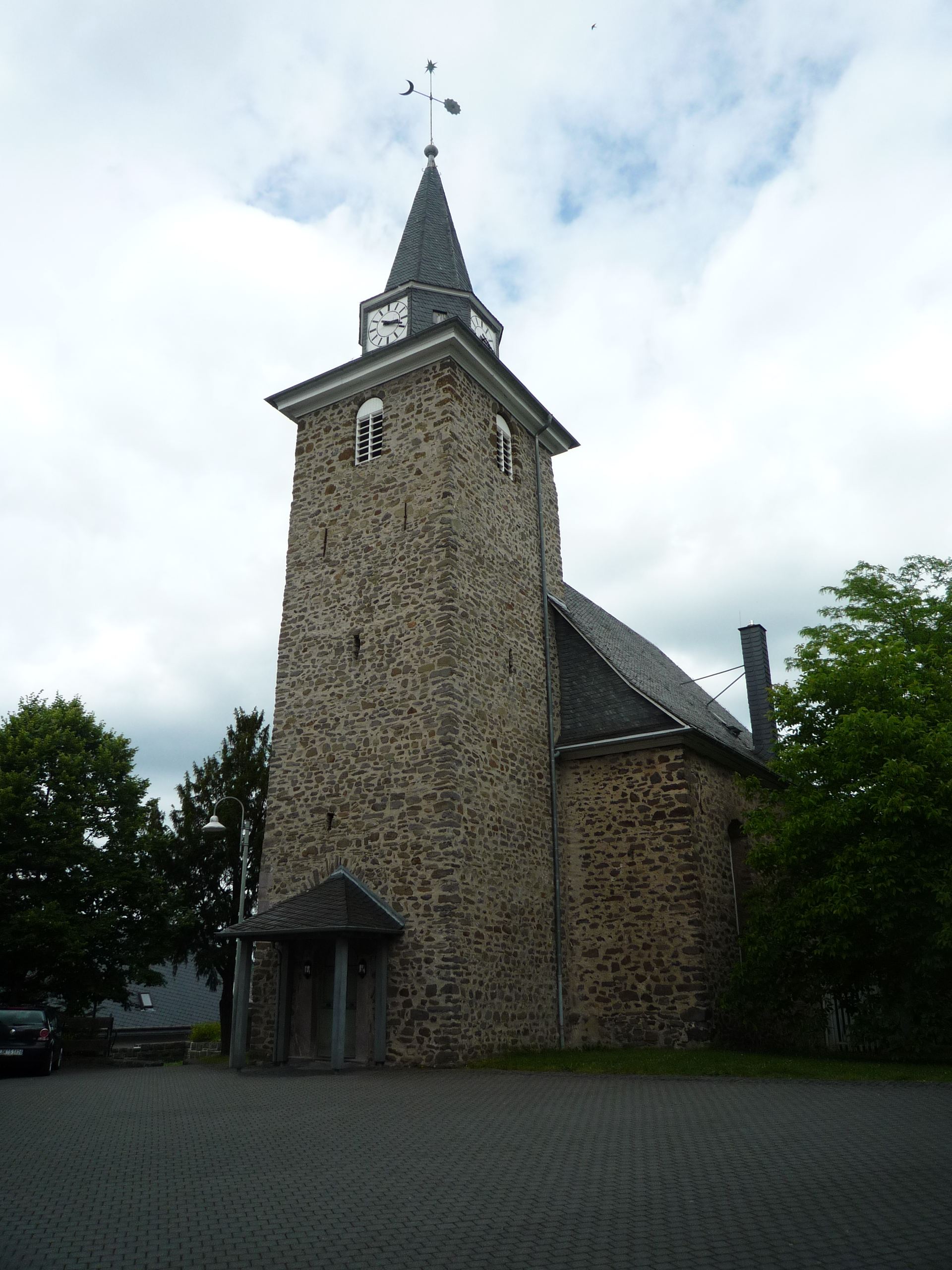
Evangelische Kirche Schönbach

Für Schönbach gibt es einen Ortsbeirat mit einem Ortsvorsteher. Der Ortsbeirat besteht aus sieben Mitgliedern. Nach den Kommunalwahlen in Hessen 2016 ist Thomas Fischer Ortsvorsteher.

## Kulturdenkmäler
siehe Liste der Kulturdenkmäler in Schönbach.

## Infrastruktur
- Den öffentlichen Personennahverkehr stellt der RMV, mit der Buslinie 520 sicher.
- Die Pestalozzischule Schönbach ist eine Grundschule.
- Der Ort verfügt über ein eigenes Freibad, das während der Sommermonate geöffnet ist.

## Verkehr
Der Ortsteil hatte einen Bahnhof an der Westerwaldquerbahn (Herborn-Bahnhof Rennerod-Westerburg-Wallmerod-Montabaur), diese wurde jedoch stillgelegt.